# Karijärvi (sjö i Kymmenedalen)
Karijärvi eller Karjärvi eller Karhijärvi är en sjö i Finland. Den ligger i kommunen Fredrikshamn i landskapet Kymmenedalen, i den södra delen av landet, 140 km öster om huvudstaden Helsingfors. Karijärvi ligger 49 meter över havet. I omgivningarna runt Karijärvi växer i huvudsak barrskog. Arean är 28,4 hektar och strandlinjen är 3,62 kilometer lång. Sjön  ingår i Vehkajokis huvudavrinningsområde. 